# Božo Kuharič
Božo Kuharič, slovenski politik, * 21. maj 1940.
Med letoma 1997 in 2002 je bil član Državnega sveta Republike Slovenije.